# Xenolecia
Xenolecia is een botanische naam voor een geslacht van korstmossen behorend tot de familie Lecideaceae. De typesoort is Xenolecia spadicomma.

## Soorten
Het geslacht bestaat volgens Index Fungorum uit de volgende twee soorten (peildatum november 2021):
| Soortnaam              | Auteur(s)     | Publicatiejaar |
| ---------------------- | ------------- | -------------- |
| Xenolecia cataractarum | Fryday        | 2017           |
| Xenolecia spadicomma   | (Nyl.) Hertel | 1984           |